# Acanthomenexenus toliensis
Acanthomenexenus toliensis är en insektsart som först beskrevs av Günther 1938.  Acanthomenexenus toliensis ingår i släktet Acanthomenexenus och familjen Phasmatidae. Inga underarter finns listade i Catalogue of Life.